# Mokrsko

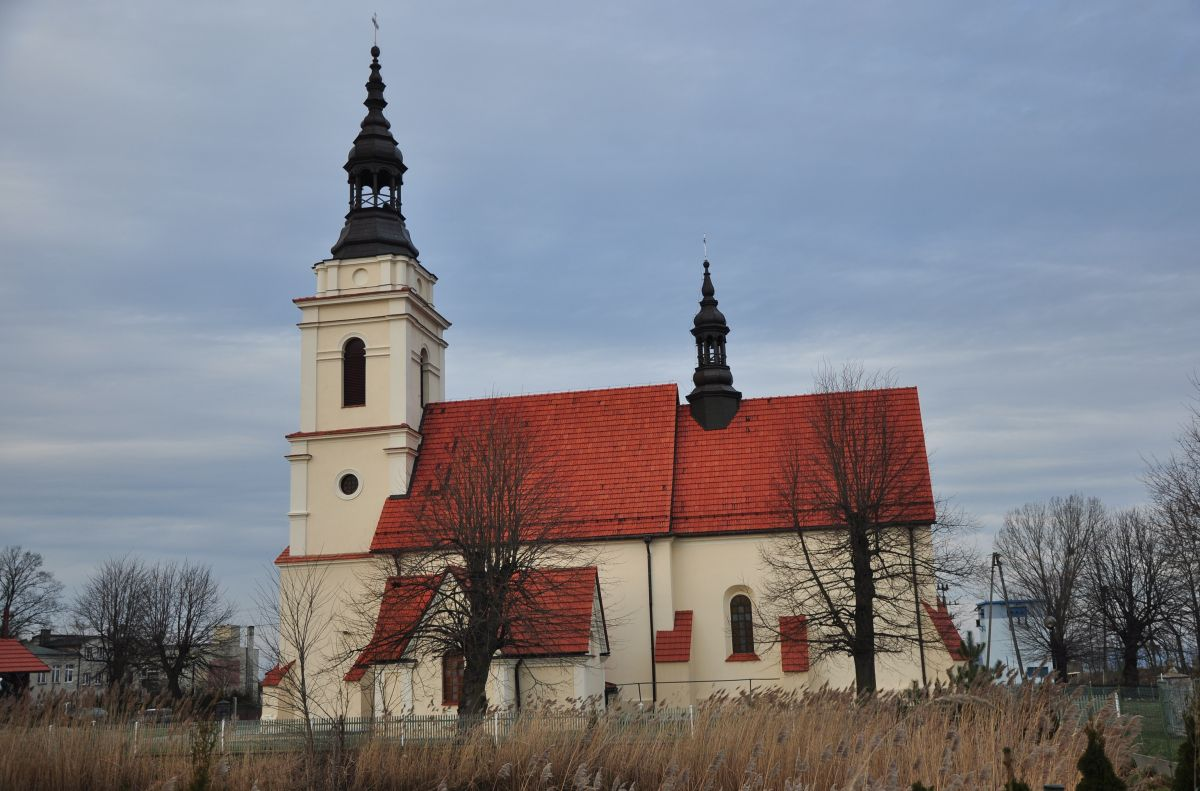
Kościół w Mokrsku 2015 r.

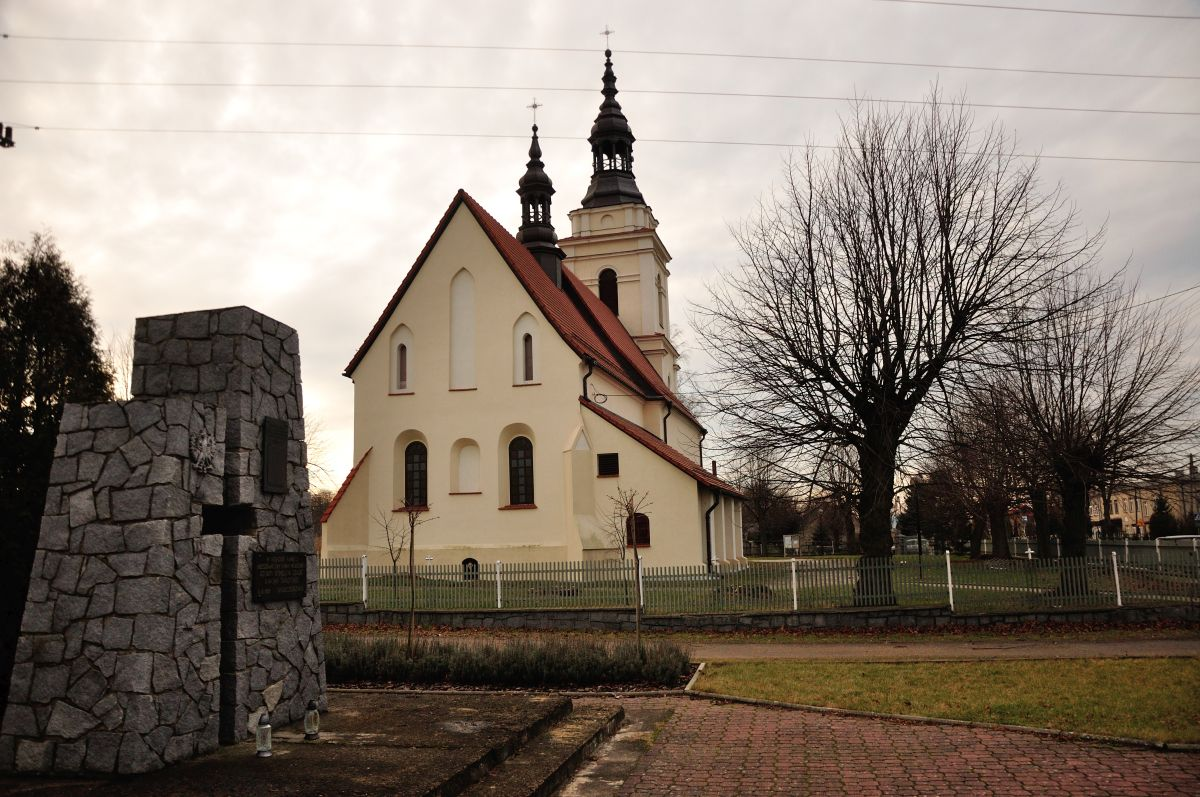
Kościół w Mokrsku 2015 r.

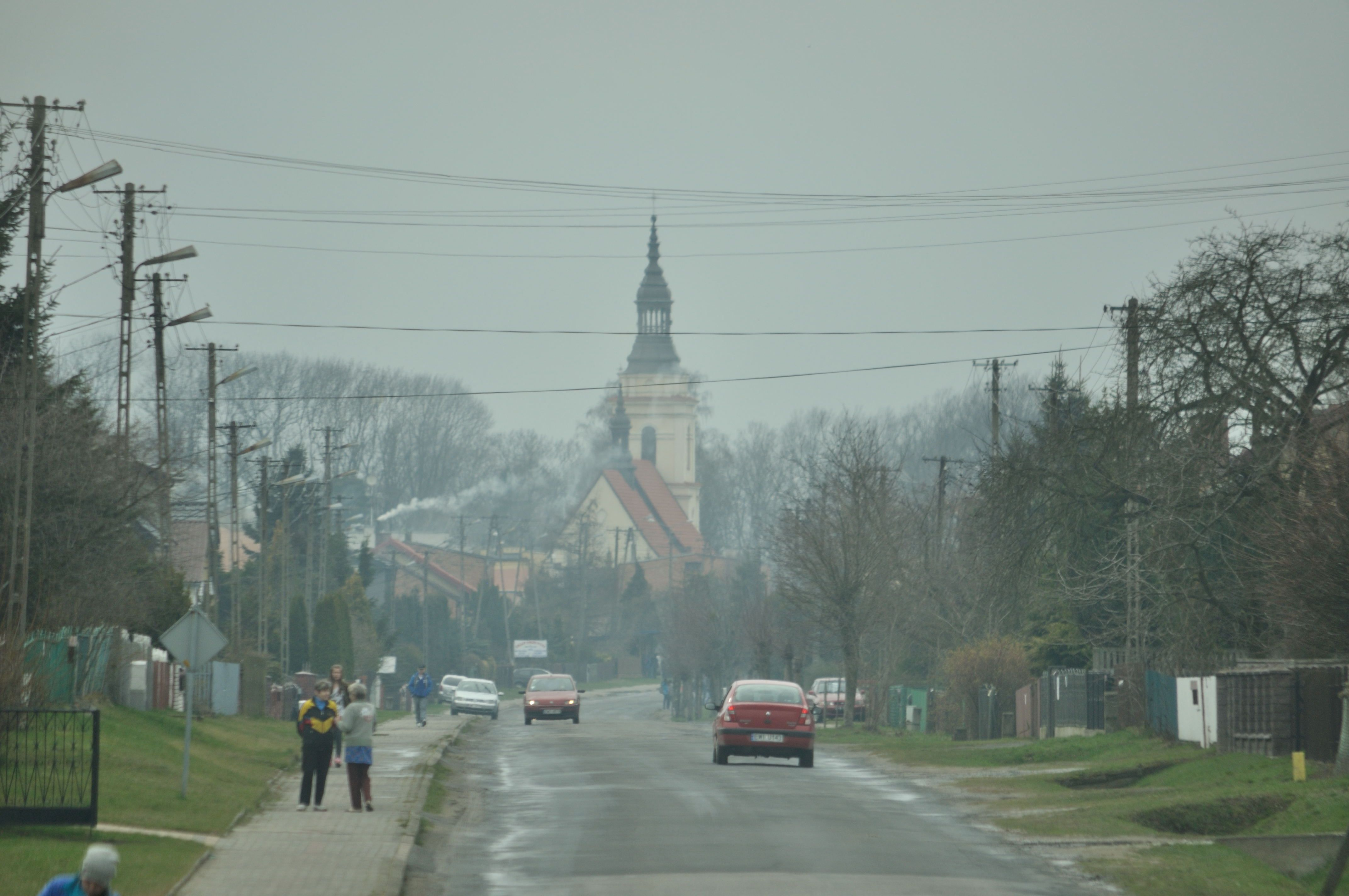
Mokrsko 2016

Mokrsko – wieś w Polsce położona w województwie łódzkim, w powiecie wieluńskim, w gminie Mokrsko. Miejscowość położona jest przy szosie z Byczyny do Wielunia.
W latach 1975–1998 miejscowość administracyjnie należała do województwa sieradzkiego.
Miejscowość jest siedzibą gminy Mokrsko.

## Części wsi
| SIMC    | Nazwa           | Rodzaj    |
| ------- | --------------- | --------- |
| 0707716 | Korea           | część wsi |
| 0707774 | Kośnik          | część wsi |
| 0707722 | Majorat         | część wsi |
| 0707768 | Mokrsko Rządowe | część wsi |
| 0707739 | Poduchowne      | część wsi |
| 0707745 | Wiatraki        | część wsi |
| 0707751 | Wola Mokrska    | część wsi |
| 0707780 | Zimna Woda      | część wsi |

## Historia
Mokrsko było notowane w źródłach pisanych m.in. jako Mogre, Mocizco, Morsko, Moxsko, Mokrzko, a leży na szlaku z Warszawy przez Piotrków, Radomsko, Wieluń, Bolesławiec, Kępno do Wrocławia.
Pierwsza wzmianka o miejscowości pochodzi z 1220 roku, z dokumentu biskupa krakowskiego Iwo Odrowąża w którym miejscowość wymieniona jest w obecnej formie Mokrsko.
Pomijając badania archeologiczne świadczące o wczesnej metryce osadniczej tego terenu, po raz pierwszy pojawia się w 1273 r., w związku z przejęciem części miejscowości przez klasztor w Ołoboku, a na akcie nadania 3 łanów figuruje sołtys Zydelman de Mogre.
W 1287 roku książę Henryk IV Prawy przekazał wieś tytułem odszkodowania, w dożywocie arcybiskupowi gnieźnieńskiemu. W II poł. XIV w. i początku XV w. wspomniani są tutaj m.in. Wieruszowie, zaś w średniowieczu, przynajmniej na części działów, siedzieli we wsi Kożuchowscy, herbu Dzik alias Sokola (a może raczej Doliwa). XVI-wieczny obraz Mokrska to relacje wynikające z tytułu własności królewskiej (10,5 łana), należącej jeszcze w 2. połowie XVIII w. do starostwa wieluńskiego i trzech posiadaczy prywatnych (Elżbieta Potocka, Adrian Lanczki i Mikołaj Bobrownicki), chociaż w 1626 r. Aleksander Kożuchowski, sędzia grodzki, miał przebudowywać miejscowy kościół, co wskazuje pośrednio, iż rodzina ta stale pozostawała w kręgu współwłaścicieli miejscowości. W XVII w. większość części prywatnej zostaje ponownie skupiona w rękach Wieruszów Walknowskich (Walichnowskich), którzy w II poł. tego stulecia wznoszą we wsi dwór na kopcu, funkcjonujący do II ćwierci XIX w. Wieruszowie utrzymują się w Mokrsku do połowy XVIII w., a ostatnim właścicielem tej partii wsi w czasach I Rzeczypospolitej był Adam Lasocki, stolnik sochaczewski. W okresie porozbiorowym „królewska” część miejscowości stanowiła dzierżawę rządową. W XIX w. jej dzierżawcami byli Trepkowie, pieczętujący się Toporem, do których należała także i część prywatna wsi. Tadeusz Sadowski z Mokrska był głównym organizatorem powstania 1863 r. w Wieluńskiem. W okresie okupacji hitlerowskiej ludność polska została stąd wysiedlona, a jej miejsce zajęli koloniści niemieccy sprowadzeni w ramach niemieckiej akcji Heim ins Reich. Metryka parafii w Mokrsku sięga schyłku XV stulecia.
W 1732 r. w Mokrsku ukazał się druk Constytucye, statua y przywileje koronne y W.K.Lit. na walnych seymach od roku pańskiego 1550 aż do roku 1726 uchwalone [...]. W ówczesnych szkołach pijarskich dzieło to było traktowane jako podręcznik do nauczania historii Polski.
Obecnie Mokrsko jest największą miejscowością w gminie z dobrze rozbudowaną infrastrukturą administracyjno-usługową. Dawniej istniał folwark Mokrsko, do którego włości przynależały wsie: Kazimierz, Słupsko i Piaski. Ostatnim jego właścicielem była Alojza Jakowicka. W 1905 r. właścicielka folwarku H. Jakowicka przyprowadziła do Wielunia banderię chłopską na miejsce kaźni powstańców 1863 r. Została za to ukarana kilkusetrublową grzywną. W okresie II wojny światowej, w 1942 r., część ludności polskiej wysiedlono, a na jej miejsce sprowadzono tzw. Niemców wołyńskich. Na cmentarzu parafialnym spoczywają liczne ofiary terroru hitlerowskiego. Po wojnie folwark został rozparcelowany, pozostałością do tej pory są budynki w parku.

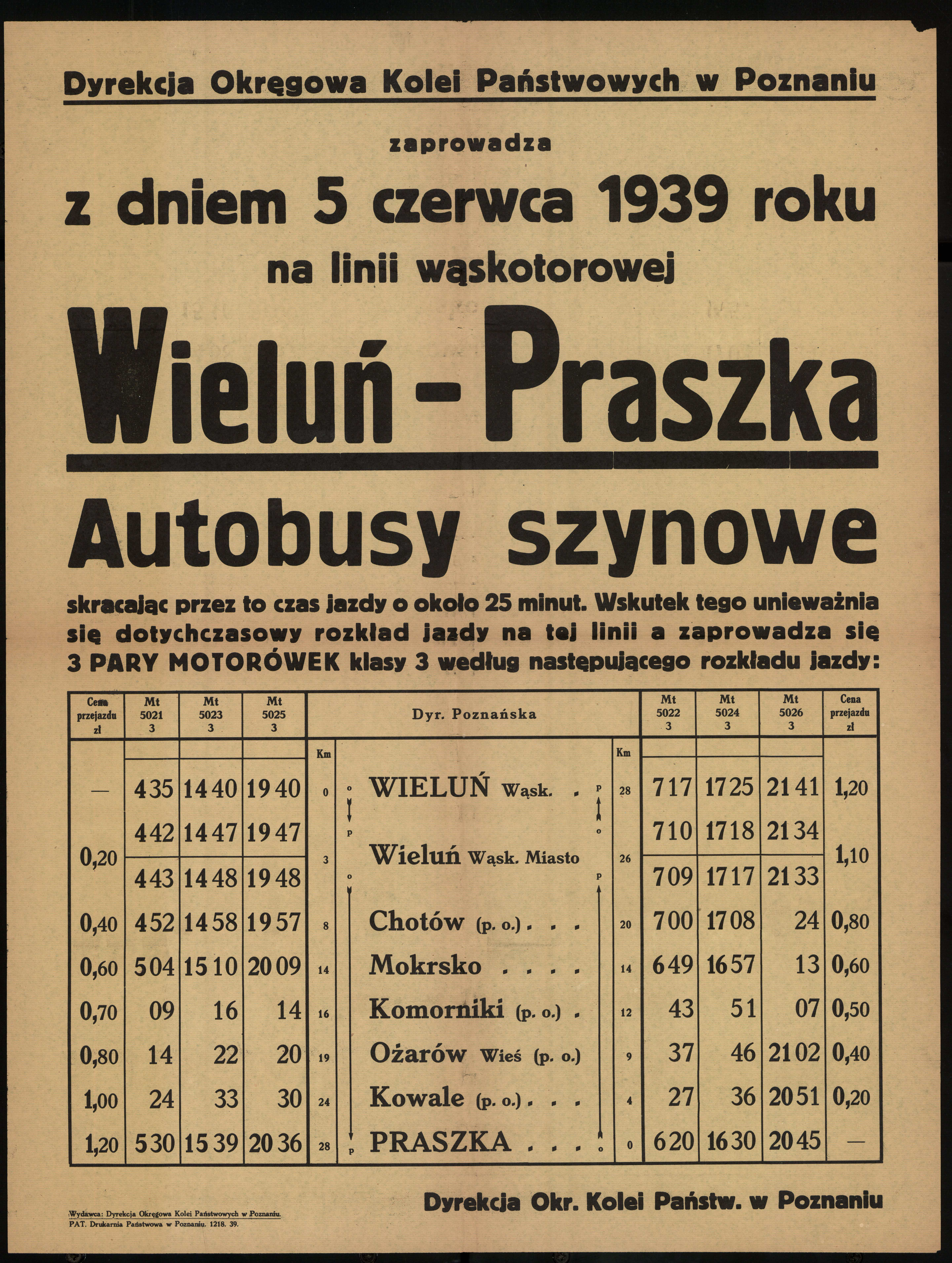
Afisz z 1939. Przystanek w Mokrsku na trasie kolejowej między Wieluniem a Praszką.

## Zabytki
Kościół pw. Św. Stanisława BM
Wpisano do rejestru zabytków 30 grudnia 1967. Mokrska parafia św. Stanisława Biskupa Męczennika ma odległe tradycje, bowiem istniała już w 1308 r. Kościół częściowo murowany, wzniesiony był przed 1520 rokiem z fundacji Jana i Anny Potockich, właścicieli części Mokrska i Słupska. W 1626 roku A. Kożuchowski, sędzia grodzki krakowski, przyczynił się do rozbudowy kościoła. Część drewnianą nawy zastąpiono wówczas murem ceglanym. Poza tym sklepienie w prezbiterium wzbogacono późnorenesansową dekoracją sztukatorską. Kolejne powiększenie świątyni nastąpiło w końcu XVIII wieku i związane było z dobudową lub nadbudową od strony zachodniej wysokiej na 31 metrów wieży o charakterze barokowym, zwieńczonej hełmem z latarnią. Kościół posiada przypory oraz półkoliście zakończone okna. Prezbiterium zamknięto prostą ścianą z oknami. Jest ono nieco niższe i węższe w stosunku do nawy. Świątynia posiada dachy dwuspadowe; na niższym znajduje się sygnaturka zwieńczona hełmem z latarnią. Pierwotna świątynia pokryta była gontem, obecnie posiada dach ceramiczny. Późnobarokowe ołtarze i ambona z bogatą snycerką pochodzą z II poł. XVIII wieku. Szczególną uwagę przykuwa ołtarz główny z obrazem św. Józefa z dzieciątkiem w srebrnych sukienkach. Po jego bokach znajdują się rzeźby św. Anny i św. Joachima. Z obu stron ołtarza wyeksponowane są okazałe dwie rzeźby, przedstawiające aniołów: Gabriela Archanioła i św. Michała przebijającego włócznią smoka. Górną część ołtarza zdobi owalny obraz z wizerunkiem Trójcy Świętej w otoczeniu aniołów. W lewym bocznym ołtarzu umieszczony jest obraz „NMP Niepokalanie Poczęta” w srebrnej sukience. Ołtarz zwieńczony jest rzeźbą przedstawiającą Stwórcę siedzącego na globie ziemskim w otoczeniu dwóch putt, obłoków i rozchodzących się promieni. Na prawym ołtarzu w jego górnej części znajduje się obraz św. Tekli, powyżej którego umieszczony jest Duch Święty w postaci Oka Opatrzności. Ambona jest równie cennym obiektem, pochodzącym z tego samego czasu co ołtarze. Pod baldachimem umieszczona jest gołębica, a jego szczyt wieńczy rzeźba Chrystusa trzymającego krzyż. Znajdująca się w mokrskim kościele chrzcielnica jest wykonana w kamieniu, ma kształt kielicha i pochodzi z XVII wieku. W prezbiterium są także kamienne tablice epitafijne, poświęcone osobom związanym z parafią Mokrsko. Większość z tych osób pochowano w kościelnej krypcie. Na ścianie z lewej strony wmurowane są dwie tablice, a na ścianie z prawej strony umieszczono trzy tablice. Jedna z nich pęknięta w dwóch miejscach, poświęcona jest A. Kożuchowskiemu. Powyżej umieszczona jest tablica poświęcona żonie rządcy dóbr Mokrsko P. Kozłowskiego. Uroczyste odsłonięcie zupełnie nowej tablicy pamiątkowej, wykonanej z czarnego granitu, nastąpiło we wrześniu 2003. Poświęcona jest ona ks. Tomaszowi Mamzerowi, urodzonemu w Mokrsku w 1903 roku, zabitemu w Gostyni, gdzie był proboszczem 4 września 1939. Na zewnątrz kościoła, na wprost głównego wejścia znajduje się symboliczny nagrobek, rzekomo w miejscu pochówku Kożuchowskiego.
Miejsca pamięci

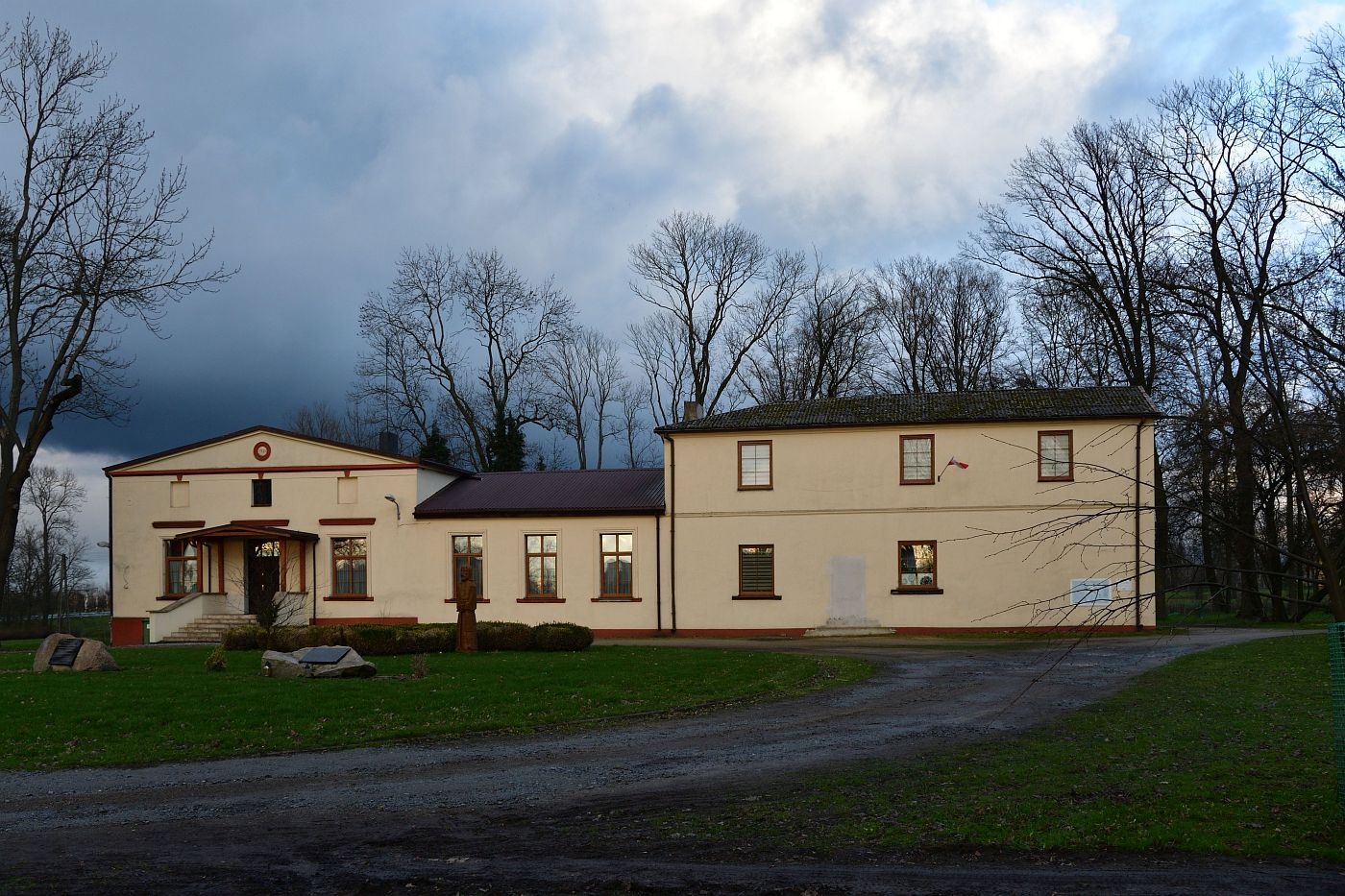
Mokrsko, zabudowania dworskie, 2024

Na dziewiętnastowiecznym, cholerycznym cmentarzu w Mokrsku, w południowej części wsi, przy polnej drodze z Mokrska do Komornik, znajduje się nieco zapomniane miejsce pochówku kilku powstańców styczniowych, którzy polegli 15 października 1863 pomiędzy Mokrskiem a Słupskiem. Na mogile powstańców w 1933 r. postawiono duży, drewniany krzyż z tablicą zawierającą pewien napis. W kolejnych dziesięcioleciach upamiętniano to miejsce, lecz do dziś skromne tablice nie przetrwały.
W centralnym miejscu Mokrska, koło kościoła, stoi inny pomnik, w tym samym miejscu jest to już jego trzecia wersja. Wszystkie z nich łączy ten sam cel – upamiętnienie najbliższych, którzy zginęli za Ojczyznę. Pierwszy wzniesiony w 1934 roku z głazów narzutowych poświęcony był poległym, zmarłym i zaginionym podczas wojny polsko-bolszewickiej w latach 1919-1921 żołnierzom z terenu ówczesnej gminy Mokrsko. Uległ on wyburzeniu po wkroczeniu okupantów niemieckich do Mokrska w 1939 r. Do dziś ocalała z tamtego pomnika, historycznie cenna, brązowa tablica z nazwiskami żołnierzy. W pierwszych latach po zakończeniu II wojny światowej wzniesiono nowy pomnik w kształcie prostopadłościanu, zwieńczony betonowym orłem bez korony, z lekko rozpostartymi skrzydłami. Nie posiadał on jednak przez dziesięciolecia żadnej tablicy informacyjnej komu właściwie jest poświęcony. Obecny pomnik odsłonięto w 1995 r., w kolejną rocznicę odzyskania niepodległości.
Zmieniono również jego lokalizację w stosunku do powojennego pomnika (przesunięto o kilka metrów), dzięki czemu jest on dobrze wyeksponowany. Składa się z dwóch granitowych elementów, kształtem zbliżonych do prostopadłościanów, ze ściętymi bocznymi ścianami. Pomiędzy tymi dwoma różnej wysokości bryłami powstała przestrzeń w kształcie krzyża.

## Oświata
Szkoła Podstawowa i Gimnazjum
Decyzją Kuratorium Oświaty w Sieradzu z dnia 22 sierpnia 1977 roku powołano Zbiorczą Szkołę Gminną w Mokrsku, która objęła: Szkołę Podstawową w Mokrsku z punktami filialnymi w Słupsku i w Chotowie, Szkołę podstawową w Komornikach, do której uczęszczały dzieci z Komornik, Jasnej Góry, Zmyślonej i Motyla, Szkołę Podstawową w Ożarowie obejmującą swym zasięgiem Ożarów, Słoniny i Brzeziny, Szkołę Podstawową w Krzyworzece, do której uczęszczają dzieci z Krzyworzeki i Kostnika.
Zbiorczej Szkole Gminnej w Mokrsku ponadto podlegały: Państwowy Dom Dziecka w Komornikach, przedszkola w Mokrsku, Krzyworzece, Ożarowie oraz Słupsku. Problem dojazdu dzieci do szkół załatwiał szkolny samochód marki „Nysa”.
W związku z nową funkcją Szkoła Podstawowa w Mokrsku wymagała pilnej rozbudowy, którą rozpoczęto 26 października 1987 roku przy aktywnej pomocy społeczności Mokrska oraz cegielni. W czerwcu 1988 roku wmurowano akt erekcyjny szkoły. Dyrektorem placówki była wówczas P. Krystyna Sola. Od września 1989 roku dyrektorem szkoły, po rezygnacji z funkcji Inspektora Oświaty i Wychowania, ponownie został P. Władysław Piśniak. Oficjalny odbiór szkoły nastąpił 8 listopada 1991 roku. Po reformie oświaty w budynku szkoły mieści się 6-klasowa szkoła podstawowa, której dyrektorem jest P. Dorota Wieczorek oraz 3-letnie gimnazjum, którym kieruje P. Krzysztof Hull.

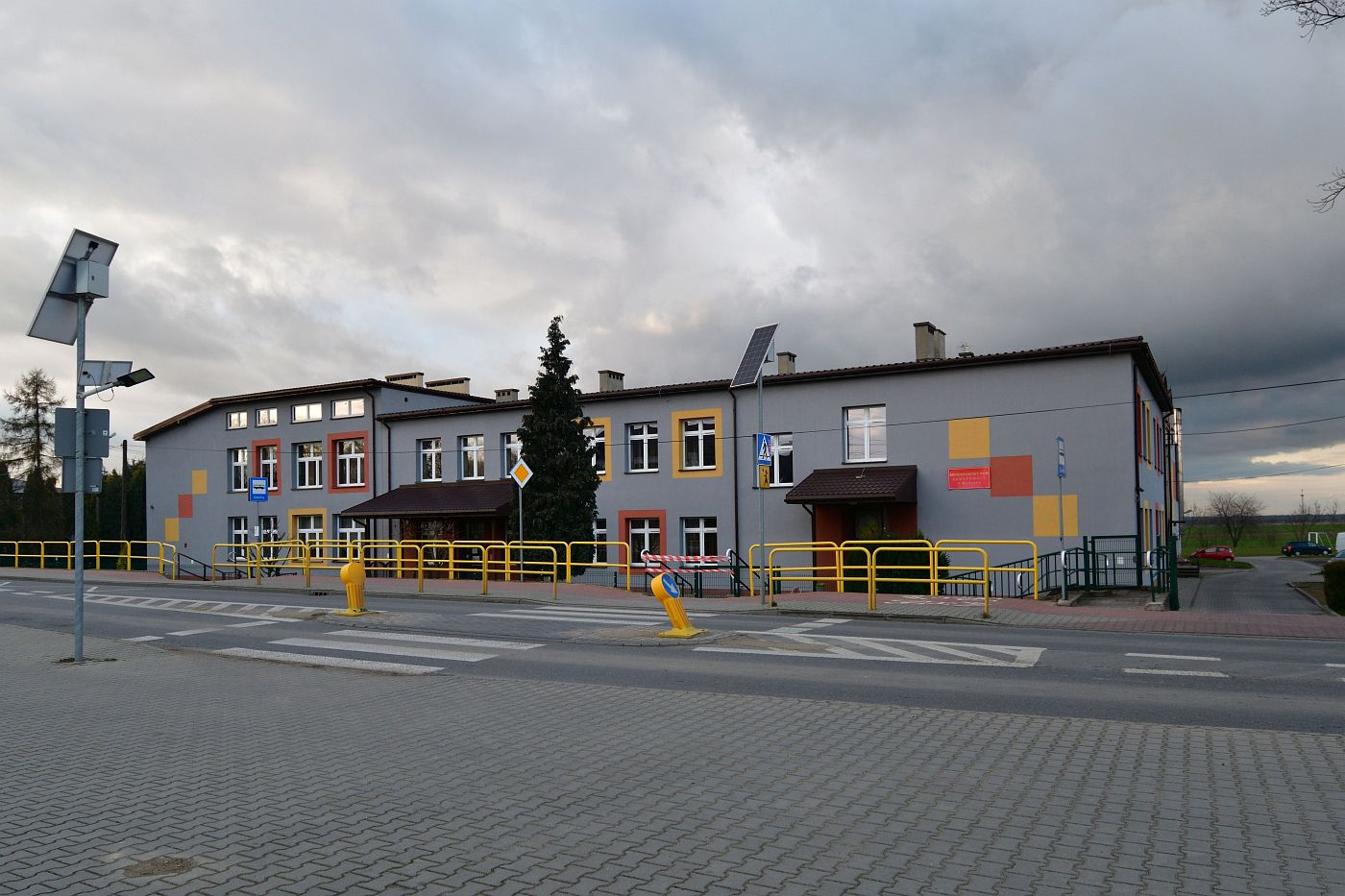
Szkoła Mokrsko, 03.2024

Od 2010 roku szkoła nosi nazwę „Zespół Szkół i Przedszkola w Mokrsku”.
Od roku 1998 w części budynku szkolnego mieści się Środowiskowy Dom Samopomocy dla osób upośledzonych umysłowo. W ŚDS prowadzona jest terapia indywidualna i grupowa przy udziale psychologa, psychiatry, rehabilitanta, terapeuty zajęciowego oraz pielęgniarki.

## Sport
Początki drużyny piłkarskiej na terenie gminy sięgają roku 1983. Wtedy też po dwóch latach na nowo powstał LZS Mokrsko. Z czasem nazwa została zmieniona na Concordia Mokrsko, aż do roku 1999 gdy powstała obecna drużyna: KS Sparta Mokrsko. Od roku 2008 trenerem Sparty po raz kolejny został Arkadiusz Piśniak. W 2009 Sparta awansowała do wyższej ligi, w której w pierwszym sezonie zajęła czwarte miejsce.

## Ochotnicza Straż Pożarna
Straż w Mokrsku założono 3 października 1912. Jej początki mogły sięgać jednak nieco wcześniejszego okresu. Według tutejszej tradycji działalność straży datuje się od 1909 r., kiedy funkcjonowało tutaj pogotowie przeciwpożarowe. W 1910 r. istniały już 3 oddziały utworzone z 49 ochotników. Ich wyposażenie składało się z ręcznej sikawki, 3 bosaków i 10 toporów strażackich.
W 1912 r. straż mokrska posiadała już wóz konny do pogotowia strażackiego, 2 beczkowozy dwukołowe, 2 drabiny, 2 pochodnie, czapki i pasy bojowe. W 1913 r. wzniesiono drewnianą remizę strażacką. Pierwszym prezesem w latach 1909-1910 był Tomasz Kik, a naczelnikiem Olszewski. W latach 1910–1912 funkcję prezesa pełnił ks. Wiktor Orżanowski, a naczelnika Wincenty Preś.

## Gospodarka
Obok Mokrska znajduje się duża cegielnia wybudowana w 1923 r. przez Alojzę Jakowicką – miejscową dziedziczkę. Ocalał wiatrak – koźlak z 1890 r. (wpisany do rejestru zabytków 6 października 1986 r. pod numerem rej.: 13/86)